# Роберт Лінзельє
Роберт Лінзельє (фр. Robert Linzeler, 7 березня 1872 — 25 січня 1941) — французький яхтсмен.
Срібний призер Олімпійських Ігор 1900 року в першому запливі в класі 0,5—1,0 тонна, 1900 року в другому запливі в класі 0,5—1,0 тонна.